# Rocket Racing
Rocket Racing — компьютерная игра в жанре гонок, разработанная американской студией Psyonix и изданная компанией Epic Games в декабре 2023 года. Игра представляет режим в Fortnite,  в котором двенадцать игроков соревнуются друг с другом в ранговой гонке или гонке на время. Игроки могут ускоряться, перепрыгивать препятствия и ездить по стенам и потолкам.
Rocket Racing была выпущена 8 декабря 2023 года как один из режимов к Fortnite. Игра получила в основном положительные отзывы от критиков, которые похвалили дизайн трасс и геймплей, но критиковали недостаток дополнительного контента.

## Игровой процесс

Скриншот Rocket Racing

Rocket Racing представляет собой гоночную игру, доступную как режим к основной игре Fortnite. В игре двенадцать игроков соревнуются друг с другом, цель Racing — завершить трассу раньше всех, избегая препятствий. Игроки могут перепрыгивать препятствия и ездить по стенам и потолкам. Если игрок совершает дрифт, то его показатель ускорения увеличивается. Благодаря ему можно активировать нитро с дополнительным ускорением, что позволяет временно увеличить скорость по сравнению с оппонентами. В отличие от других игр своего жанра, в Rocket Racing отсутствуют какие-либо предметы, дающие очевидное преимущество над соперниками. Каждая трасса в игре оценивается в зависимости от ее сложности: для новичков, для продвинутых и для экспертов.
Игроки могут разблокировать уникальные модели своих автомобилей, выполняя определённые задания или купив основной боевой пропуск Fortntie. Некоторые модели и декоративные предметы к ним можно приобрести во внутриигровом магазине Fortnite за «В-баксы» — валюту, пополняемую за реальные деньги. Полученные машины интегрированы в Rocket League благодаря их совместимости.

## Разработка и выход
Rocket Racing разработана студией Psyonix, известной по игре Rocket League. Racing была официально анонсирована 2 декабря 2023 года в рамках внутриигрового события «Большой взрыв». Официальный релиз состоялся 8 декабря 2023 года.

## Отзывы критиков
Игра получила в основном положительные отзывы от критиков. Дастин Бэйли из GamesRadar+, Джованни Колантонио из DigitalTrends и Майкл Маквертор из Polygon высоко оценили дизайн трасс и геймплей. Первые двое и вовсе назвали геймплей одним из самых качественных аспектов во всём Fortnite. Габриэль Мосс из IGN и Джейк Грин из TechRadar были более критичны к игре и присвоили ей шесть баллов из десяти и три звезды из пяти соответственно. Оба посчитали, что игре не хватает дополнительного контента, а она сама ничем не отличается от других гоночных игр по типу Mario Kart, а Грин ещё и подверг критике цены на косметические предметы.